# 希斯皮里亞 (密歇根州)
希斯皮里亞（英語：Hesperia）是位於美國密歇根州紐威哥縣丹佛鎮區及奧希阿納縣紐菲爾德鎮區的一個村。

## 人口
根據2020年美國人口普查的數據，希斯皮里亞的面積為2.22平方千米，當中陸地面積為2.12平方千米，而水域面積為0.10平方千米。當地共有人口1034人，而人口密度為每平方千米465人。